# Hardbass
Hardbass, hard bass eller (på ryska) хардбасс är en musikgenre från Ryssland.
Hardbass har sitt ursprung i Sankt Petersburg och från början av 2000-talet som en rysk variant av Hard house och har sedan spridit sig till bland annat Europa.  Populära hardbassproducenter i modern tid är bland andra XS Project, Gopnik McBlyat, DJ Blyatman, Uamee, Apartje, Hard Bass School med flera. Den allra populäraste låten i genren Hardbass vad gäller antal lyssningar är Наркотик Кал (Latinska bokstäver: Narkotik Kal), som skrevs av Hard Bass School. Låttexten är en skämtsam svartmålning av droger.

## Historia
Hardbass är en musikgenre med rötter i Sankt Petersburg och Kaliningrad. Stilen uppstod när ryska DJ:s och musikartister började spela Powerstomp, Pumping house, Scouse house, Hard house och liknande. I Ryssland utvecklades i början av 2000-talet till vad Hardbass från början var. I stilens tidiga skeden spelades musiken med annan rysk pump och electro på klubbar och i musikalbum som kunde köpas på bland annat CD och kassett. Stilen ändrades en del men grunden bevarades ganska lik ända förbi 2010. Efter den stora spridningen av så kallade memer på Webben om Hardbass och en stor våg nya artister som försökt efterlikna stilen har den under tiden 2015- ändrats en del. Vissa kör ännu på som förr och andra hänger på den nya varianten av genren.
| Traditionellt anmärkningsvärda artister                                                        | Information |
| ---------------------------------------------------------------------------------------------- | --- |
| Apartje.                                                                                       | Apartje. är en framstående konstnär, han dog i oktober 2016 |
| XS Project                                                                                     | XS Project är en rysk musikduo från Sankt Petersburg. Duon består av artisterna Левон Давтянц (Levon Davtyants) och Андрей Андриянов (Andrei Andriyanov). XS Project är fortfarande en populär artist inom stilen.                       |
| Hard Bass School (ryska: Школа (Танцев) Хардбаса)                                              | |
| N3XX                                                                                           | Framstående tjeckisk konstnär. |
| Бетоnщики                                                                                      | Namnet är en (informell) beteckning på "betongarbetare". |
| Жестяньщики (andra stavningar: Жестянщики, ЖестянЬщикИ) (Aliaser: Zhestyanshiki/ZHTK/Hardboss) | Жестяньщики (romaniserat Zhestyanshiki, ibland även i en kortare variant, ZHTK), är en musikgrupp som producerat mestadels Hardbass, Hard Pump och liknande musik genom sina aktiva år. Nuförtiden släpper de även under namnet Hardboss |
| DJ Snat                                                                                        | |
| DJ Raf                                                                                         | |
| DJ Bar@bass                                                                                    | |

## Hardbass i modern tid
Nuförtiden efter vågen av popularitet av Hardbass på Webben och bland lyssnare i Väst och andra regioner av världen utanför Östeuropa har flera nya artister uppstått. Under den moderna eran i Hardbassens historia har flera av de nya artisterna brutit sig in på marknaden genom att försöka efterlikna stilen i den form den var ca. 2006-2012. Under senare år har inslag av Hardstyle och Rap blivit vanligare. Även artister som varit med länge har börjat anpassa sig till det nya klimatet. En möjlig orsak är att många av de nya lyssnarna har fastnat för den moderna sortens Hardbass och vill lyssna på den typen av genren.